# シベリオン
シベリオン（Siberion）は、約5億年前のカンブリア紀に生息したシベリオン類の葉足動物の一属。ロシアのシベリア大陸で見つかった Siberion lenaicus という1種のみによって知られる。

## 化石と発見
シベリオンの化石標本は、ロシアのシベリア大陸レナ川付近にある、古生代カンブリア紀第四期（約5億1,400万 - 5億900万年前）に当たる堆積累層 Sinsk Formation（Sinsk Biota）のみから発見される。模式標本（ホロタイプ）かつ唯一の化石標本でもある ZPAL V37/1 のみ知られるが、保存状態は不完全で、その産出地も化石商人によって破壊されたため、それ以上に完全な化石標本と情報を得られる可能性は低い。

## 形態

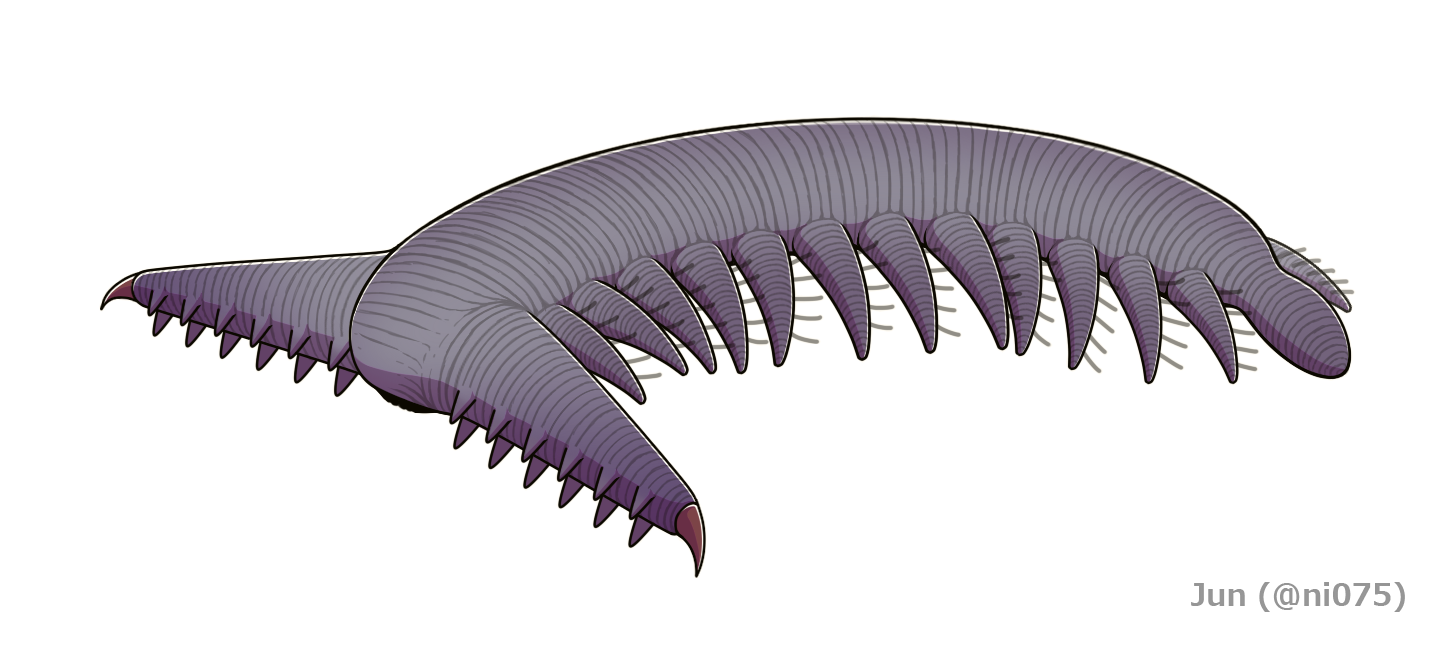
シベリオンの全身復元図（前部付属肢と葉足の細部構造は推測的）

体長約7cmのやや大型の葉足動物である。他のシベリオン類（メガディクティオン、ジェンシャノポディア）と同様に丈夫な体型と強大な前部付属肢をもつが、胴部のこぶや尾部と思われる部分の形により区別される。唯一の化石標本 ZPAL V37/1 は全身を保存されたが、所々が不完全で、特に体の前後と付属肢（前部付属肢・葉足）の細部は不確かな部分が多い。
表皮は細かな環形の筋（annulations）に分かれている。頭部の保存状態は悪く、腹面には乳頭突起（papillae）に覆われた放射状の口器らしき痕跡、左右には1対の強大な前部付属肢（frontal appendage）をもつことが分かるが、それ以上の細部構造は不明。胴部は体節（胴節）1節/葉足1対につき約9本の筋に分かれ、腹面と推測される表面には左右2列の小さなこぶが並んでいる。胴部の両腹側に少なくとも12対の葉足（脚）をもつことが分かるが、それ以上の細部構造は不確実で、後縁はメガディクティオンのように数本の突起物（appendicules）があったと推測される。12対目の葉足の直後には1本の構造体が突出し、片側の脚を表した可能性はあるが、表皮の筋は胴部に対応するため、丸みを帯びた尾部だと考えられる。
内部構造は消化管のみ知られ、他のシベリオン類と早期の節足動物（パンブデルリオン、ケリグマケラ、オパビニア、ラディオドンタ類、イソキシス類、メガケイラ類など）に見られるような消化腺（digestive gland、中腸線 midgut diverticula）の有無は不明。

## 分類

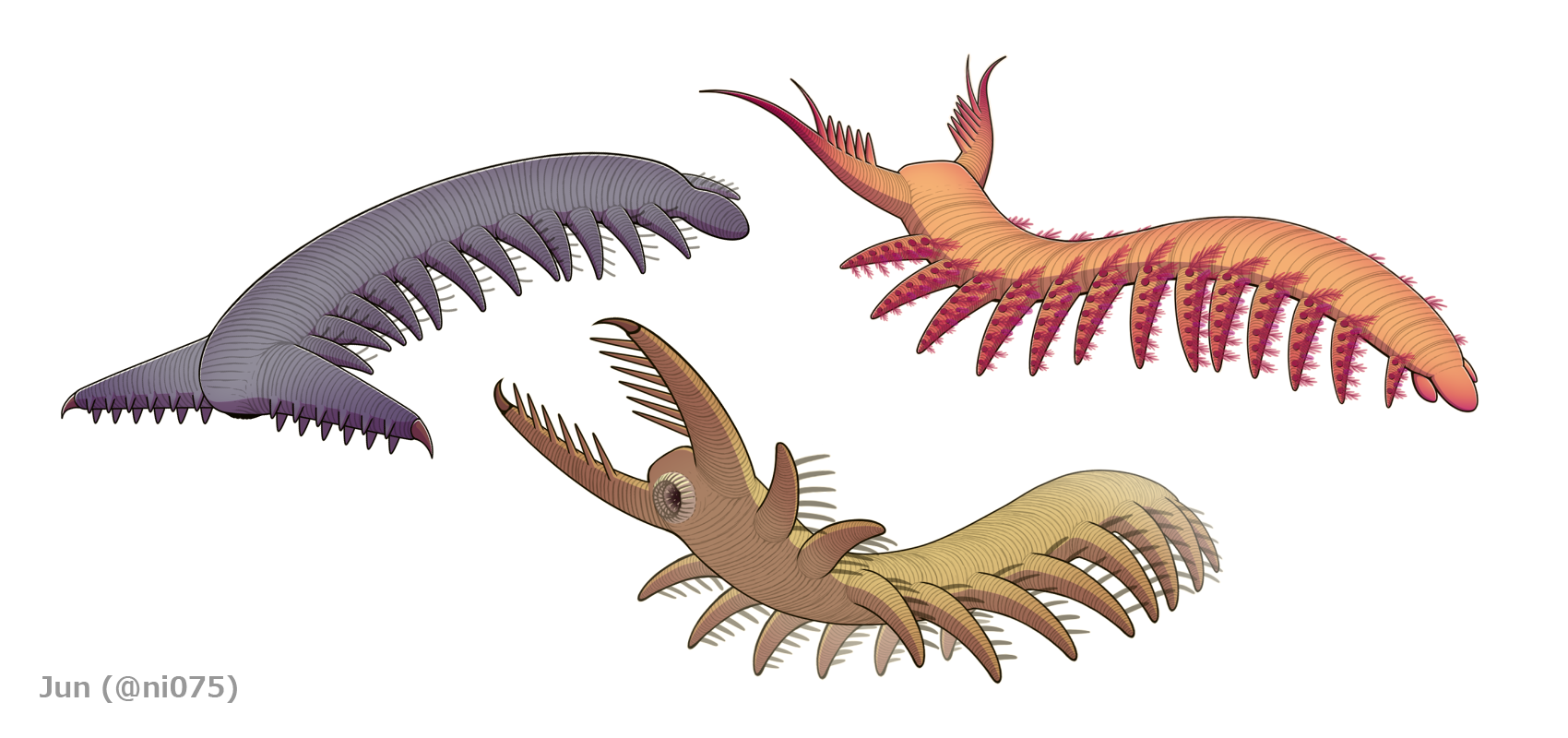
シベリオン類の葉足動物左上：シベリオン、右上：ジェンシャノポディア、中下：メガディクティオン

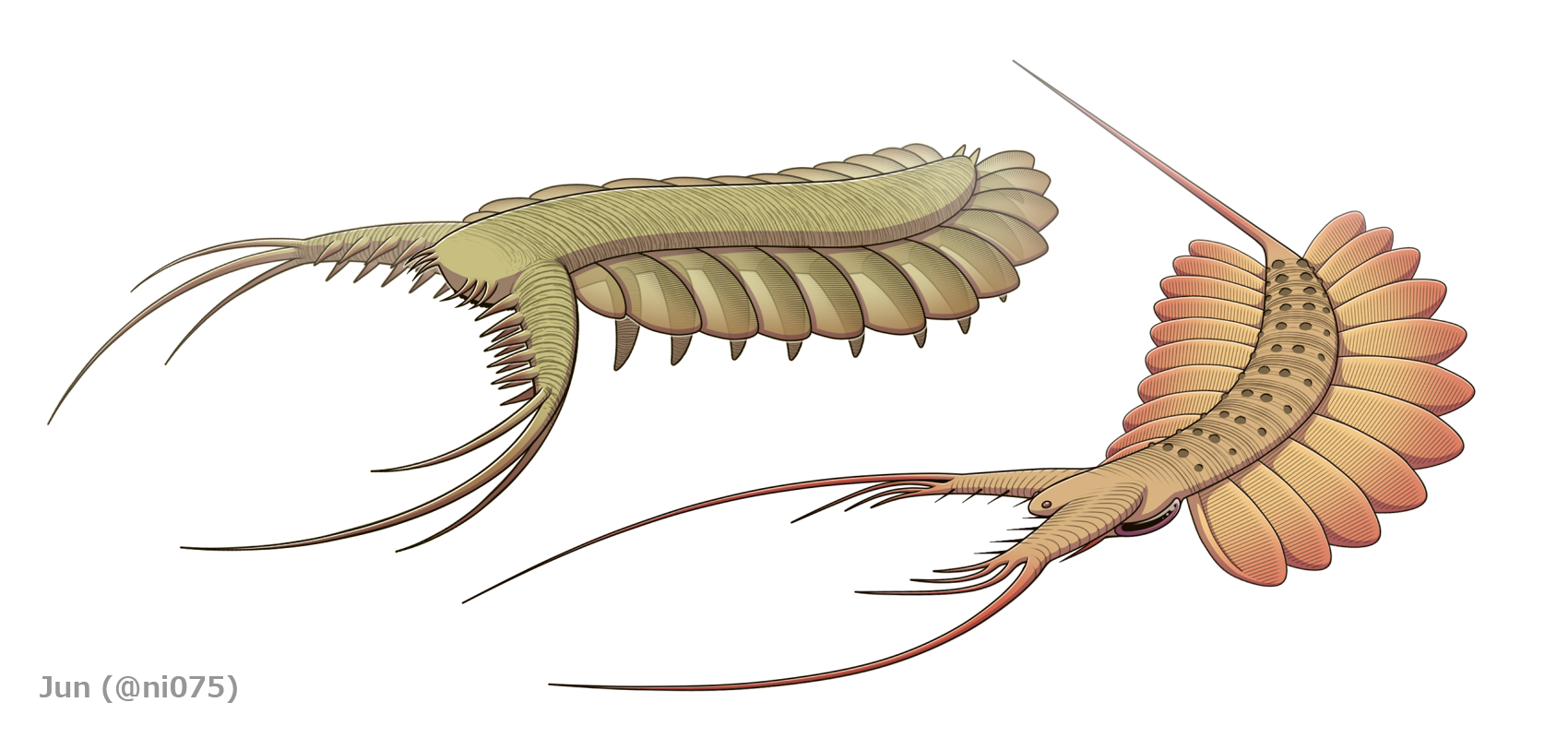
パンブデルリオン（左上）とケリグマケラ（右下）

葉足動物の中で、シベリオンはメガディクティオン、ジェンシャノポディアと共にシベリオン類（siberiids、シベリオン目 Siberiida・シベリオン科 Siberiidae、giant lobopodians、ジェンシャノポディア類 jianshanopodians とも）としてまとめられる。この類の葉足動物は基盤的な節足動物（パンブデルリオン、ケリグマケラ、オパビニア類、ラディオドンタ類）に似た強大な前部付属肢と消化腺をもつことにより、節足動物の初期系統（ステムグループ）の一部として広く認められ、典型的な葉足動物（Xenusia類）と基盤的な節足動物の中間型（ミッシングリンク）を表したとされる。
シベリオン（シベリオン属 Siberion）は、ロシアのシベリア大陸の Sinsk Formation（Sinsk Biota）で見つかった模式種（タイプ種）Siberion lenaicus のみ正式に記載される。